# Pacto de las catacumbas

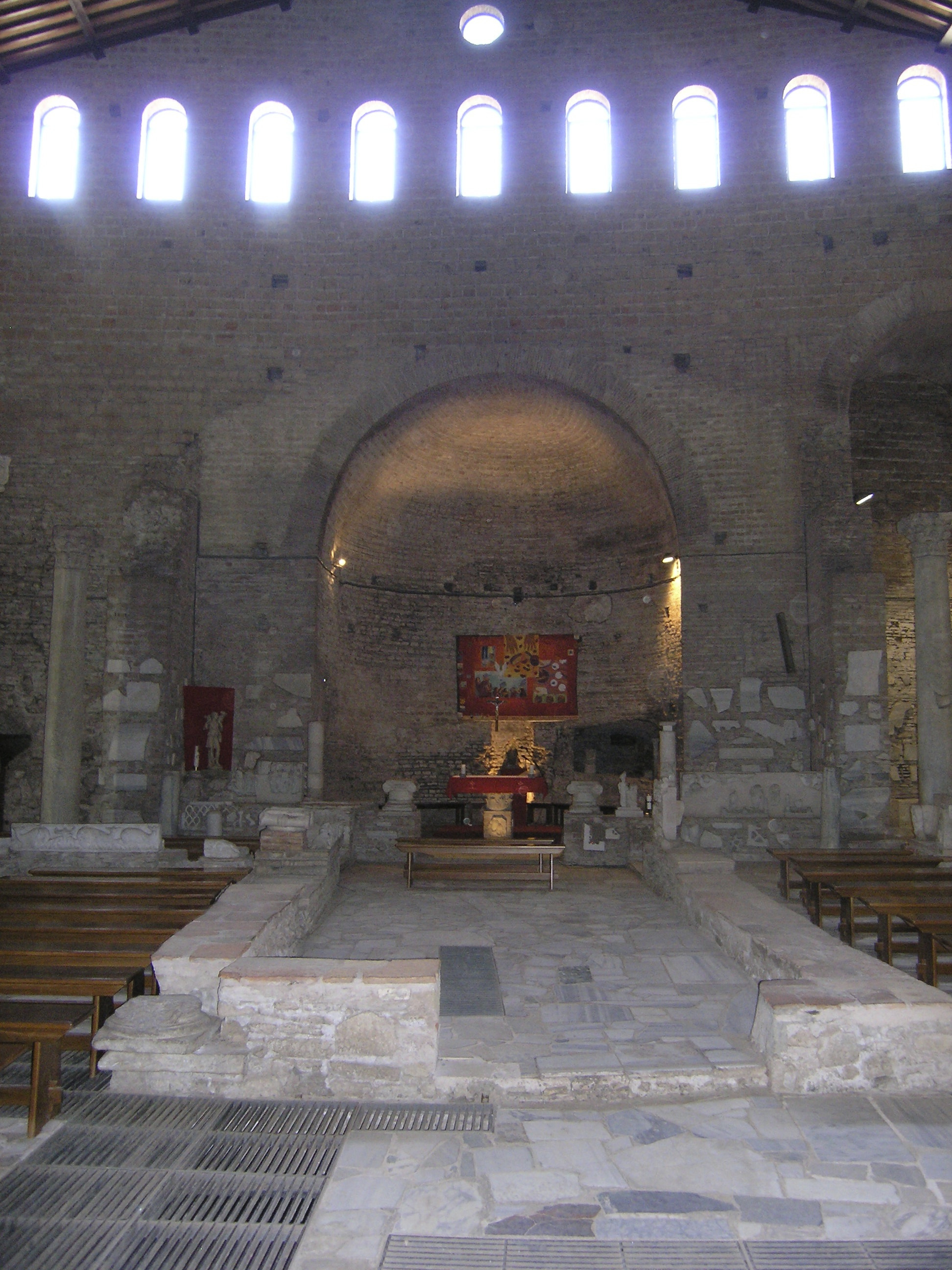
Catacumbas de Domitila en Roma. En este lugar se firmó el Pacto de las Catacumbas.

El Pacto de las Catacumbas es un documento redactado y firmado el 16 de noviembre de 1965 por unos treinta y nueve o cuarenta obispos de la Iglesia católica, la mayoría latinoamericanos, que se encontraban en ese momento participando de la cuarta sesión del Concilio Vaticano II, ya próximo a su clausura. El documento fue firmado después de la eucaristía en la Catacumba de Domitila, y posteriormente por otros obispos. Por ese pacto los obispos firmantes se comprometieron a adoptar una vida de sencillez despojada de posesiones, y una nueva actitud pastoral orientada a los pobres y a los trabajadores. El documento ha sido considerado como uno de los antecedentes de la teología de la liberación que aparecería en América Latina a partir de 1969.

## El Pacto
El Pacto tiene trece cláusulas por las cuales los firmantes se comprometen a llevar una vida sencilla y sin posesiones, "según el modo ordinario de nuestra población", rechazar los símbolos, títulos y privilegios de poder, no participar de agasajos ni banquetes organizados por los poderosos, transformar la “beneficencia” en "obras sociales basadas en la caridad y en la justicia, que tengan en cuenta a todos y a todas", dando prioridad a los "pobres" y "personas y grupos trabajadores y económicamente débiles y subdesarrollados", para impulsar el "advenimiento de otro orden social, nuevo, digno de los hijos del hombre y de los hijos de Dios".
Mediante el Pacto los firmantes se propusieron también llevar adelante una acción pastoral que constituya un "verdadero servicio", apoyada en cuatro principios: que nuestro ministerio constituya un verdadero servicio; así “revisar nuestra vida”, animadores antes que jefes, humanos y acogedores y "abiertos a todos, sea cual sea su religión".
El 21 de marzo de 2013, apenas una semana después de ser designado Papa, Francisco recibió al Premio Nobel de la Paz el argentino Adolfo Pérez Esquivel, quien le entregó al Papa una copia del Pacto de las Catacumbas por pedido del teólogo español de la liberación Pedro Casaldáliga, con el pedido de que le diga que "trate de escuchar, reflexionar y de llegar a un acuerdo, una reconciliación con los teólogos latinoamericanos". Según las declaraciones de Pérez Esquivel, Francisco reconoció a la mayoría de los firmantes del documento:

Cuando recibió el documento, Francisco leyó la lista de quienes adhirieron (Hélder Câmara, Antônio Fragoso, Luigi Betazzi, Manuel Larraín, Leonidas Proaño, Vicente Faustino Zazpe y Sergio Méndez Arceo, entre otros) y exclamó "¡Uy, quiénes están aquí!".

En un artículo publicado en julio de 2014 titulado "El pacto de las catacumbas vivido por el Papa Francisco", el teólogo de la liberación Leonardo Boff transcribe el Pacto de 1965 y concluye su artículo preguntándose: "¿No son estos los ideales presentados por el Papa Francisco?"

## Texto del Pacto
Nosotros, obispos, reunidos en el Concilio Vaticano II, conscientes de las deficiencias de nuestra vida de pobreza según el evangelio; motivados los unos por los otros, en una iniciativa en que cada uno de nosotros quisiera evitar la excepcionalidad y la presunción; unidos a todos nuestros hermanos de episcopado; contando sobre todo con la gracia y la fuerza de Nuestro Señor Jesucristo, con la oración de los fieles y de los sacerdotes de nuestras respectivas diócesis; poniéndonos con el pensamiento y la oración ante la Trinidad, ante la Iglesia de Cristo y ante los sacerdotes y los fieles de nuestras diócesis, con humildad y con conciencia de nuestra flaqueza, pero también con toda la determinación y toda la fuerza que Dios nos quiere dar como gracia suya, nos comprometemos a lo siguiente:

1) Procuraremos vivir según el modo ordinario de nuestra población, en lo que concierne a casa, alimentación, medios de locomoción y a todo lo que de ahí se sigue.

2) Renunciamos para siempre a la apariencia y a la realidad de la riqueza, especialmente en el vestir (tejidos ricos, colores llamativos, insignias de material precioso). Esos signos deben ser ciertamente evangélicos: ni oro ni plata.

3) No poseeremos inmuebles ni muebles, ni cuenta bancaria, etc. a nuestro nombre; y si fuera necesario tenerlos, pondremos todo a nombre de la diócesis, o de las obras sociales caritativas.

4) Siempre que sea posible confiaremos la gestión financiera y material de nuestra diócesis a una comisión de laicos competentes y conscientes de su papel apostólico, en la perspectiva de ser menos administradores que pastores y apóstoles.

5) Rechazamos ser llamados, oralmente o por escrito, con nombres y títulos que signifiquen grandeza y poder (Eminencia, Excelencia, Monseñor...). Preferimos ser llamados con el nombre evangélico de Padre.

6) En nuestro comportamiento y en nuestras relaciones sociales evitaremos todo aquello que pueda parecer concesión de privilegios, prioridades o cualquier preferencia a los ricos y a los poderosos (ej: banquetes ofrecidos o aceptados, clases en los servicios religiosos).

7) Del mismo modo, evitaremos incentivar o lisonjear la vanidad de quien sea, con vistas a recompensar o a solicitar dádivas, o por cualquier otra razón. Invitaremos a nuestros fieles a considerar sus dádivas como una participación normal en el culto, en el apostolado y en la acción social.

8) Daremos todo lo que sea necesario de nuestro tiempo, reflexión, corazón, medios, etc. al servicio apostólico y pastoral de las personas y grupos trabajadores y económicamente débiles y subdesarrollados, sin que eso perjudique a otras personas y grupos de la diócesis. Apoyaremos a los laicos, religiosos, diáconos o sacerdotes que el Señor llama a evangelizar a los pobres y los trabajadores compartiendo la vida y el trabajo.

9) Conscientes de las exigencias de la justicia y de la caridad, y de sus relaciones mutuas, procuraremos transformar las obras de “beneficencia” en obras sociales basadas en la caridad y en la justicia, que tengan en cuenta a todos y a todas, como un humilde servicio a los organismos públicos competentes.

10) Haremos todo lo posible para que los responsables de nuestro gobierno y de nuestros servicios públicos decidan y pongan en práctica las leyes, las estructuras y las instituciones sociales necesarias a la justicia, a la igualdad y al desarrollo armónico y total de todo el hombre en todos los hombres, y, así, al advenimiento de otro orden social, nuevo, digno de los hijos del hombre y de los hijos de Dios.

11) Porque la colegialidad de los obispos encuentra su más plena realización evangélica en el servicio en común a las mayorías en estado de miseria física cultural y moral ―dos tercios de la humanidad― nos comprometemos a: 

-participar, conforme a nuestros medios, en las inversiones urgentes de los episcopados de las naciones pobres;
-pedir juntos a nivel de los organismos internacionales, dando siempre testimonio del evangelio como lo hizo el Papa Pablo VI en las Naciones Unidas, la adopción de estructuras económicas y culturales que no fabriquen más naciones pobres en un mundo cada vez más rico, sino que permitan a las mayorías pobres salir de su miseria.

12) Nos comprometemos a compartir nuestra vida, en caridad pastoral, con nuestros hermanos en Cristo, sacerdotes, religiosos y laicos, para que nuestro ministerio constituya un verdadero servicio; así:
-nos esforzaremos para “revisar nuestra vida” con ellos;
-buscaremos colaboradores que sean más animadores según el Espíritu que jefes según el mundo;
-procuraremos hacernos lo más humanamente presentes y ser acogedores;
-nos mostraremos abiertos a todos, sea cual sea su religión.

13) Cuando volvamos a nuestras diócesis, daremos a conocer a nuestros diocesanos nuestra resolución, rogándoles nos ayuden con su comprensión, su colaboración y sus oraciones.

Que Dios nos ayude a ser fieles.

## Firmantes
Los padres firmantes del Pacto mantuvieron en reserva su identidad con el fin de evitar que el mismo fuera tomado como una presión indebida o un acto de soberbia con respecto a los demás participantes del Concilio. Con los años se han conocido los nombres de los participantes, aunque existen pequeñas variantes según los testimonios.
Entre los firmantes del pacto que se han revelado se encuentran los siguientes:
De Brasil
- Dom Antônio Batista Fragoso, obispo de Crateús, Ceara
- Dom Francisco Austregésilo de Mesquita Filho, obispo de Afogados da Ingazeira, Pernambuco
- Dom João Batista da Mota e Albuquerque, arzobispo de Vitória
- P. Luiz Gonzaga Fernandes, que había de ser consagrado obispo auxiliar de Vitória
- Dom Jorge Marcos de Oliveira, obispo de Santo André, São Paulo
- Dom Helder Camara, obispo de Recife
- Dom Henrique Hector Golland Trindade, OFM, arzobispo de Botucatu, São Paulo
- Dom José Maria Pires, arzobispo de Paraíba
- Dom Aloísio Leo Arlindo Lorscheider, OFM, arzobispo de Aparecida
- Dom Cândido Rubens Padín, OSB, obispo de Lorena

De Colombia
- Mons. Tulio Botero Salazar, arzobispo de Medellín
- Mons. Antonio Medina Medina, obispo auxiliar de Medellín
- Mons. Aníbal Muñoz Duque, obispo de Nueva Pamplona
- Mons. Raúl Zambrano de Facatativá
- Mons. Angelo Cuniberti, vicario apostólico de Florencia
- Mons. Gerardo Valencia Cano,

vicario apostólico de Buenaventura 
De Argentina
- Mons. Alberto Devoto, obispo de Goya
- Mons. Vicente Faustino Zazpe, obispo de Rafaela
- Mons. Juan José Iriarte, obispo de Reconquista
- Mons. Enrique Angelelli, obispo auxiliar de Córdoba

De otros países de América Latina
- Mons. Alfredo Viola, obispo de Salto, Uruguay
- Mons. Marcelo Mendiharat, obispo auxiliar de Salto, Uruguay
- Mons. Manuel Larraín Errázuriz, obispo de Talca, Chile
- Mons. Marcos Gregorio McGrath, obispo de Santiago de Veraguas, más tarde arzobispo de la arquidiócesis de Panamá, Panamá
- Mons. Leonidas Eduardo Proaño Villalba, obispo de Riobamba, Ecuador
- Mons. Sergio Méndez Arceo, obispo de Cuernavaca, Morelos, México

De Francia
- Mons. Guy Marie Riobé, obispo de Orleans
- Mons. Gérard-Maurice Eugène Huyghe, obispo de Arras
- Mons. Adrien Gand, obispo auxiliar de Lille

De otros países de Europa
- Mons. Charles-Marie Himmer, obispo de Tournai, Bélgica
- Mons. Rafael González Moralejo, obispo auxiliar de Valencia, España
- Mons. Julius Angerhausen, obispo auxiliar de Essen, Alemania
- Mons. Luigi Betazzi, obispo auxiliar de Bolonia, Italia
- Mons. Hugo Aufderbeck, obispo auxiliar de Erfurt, Alemania

De África
- Dom Bernard Yago, arzobispo de Abiyán, Costa de Marfil
- Mons. Joseph Blomjous, obispo de Mwanza, Tanzania
- Mons. Georges-Louis Mercier, obispo de Laghouat, Argelia

De Asia y América del Norte
- Mons. Máximo V Hakim, arzobispo melquita de Acre, Israel
- Mons. Grégoire Haddad, obispo melquita, auxiliar de Beirut, Líbano
- Mons. Gérard Marie Coderre, obispo de Saint Jean de Quebec, Canadá
- Mons. Charles Joseph van Melckebeke, de origen belga, obispo de Yinchuan, Ningxia, China